# 朱光 (1922年)
朱光（1922年11月—2021年11月16日），男，山东长清人，中国人民解放军高级将领，空军中将军衔。

## 生平
1939年参加八路军。第二次国共内战时期在第二野战军作战。1950年进入总干部部工作，曾任总干部部空军任免处处长。1955年被授予上校军衔、1960年晋升为大校军衔，荣获三级独立自由勋章、二级解放勋章。1964年任总干部部副部长。
1970年至沈阳军区空军任职，1978年任沈阳军区空军副政委。1980年进入中央军委纪委。
1985年任空军政治委员，1988年被授予空军中将军衔。1992年退役。